# Jon Duncan
Jon Duncan (* 6. října 1975, Aberdeen) je britský reprezentant v orientačním běhu, jenž v současnosti žije v norském Stavangeru. Jeho největším úspěchem je zlatá medaile ze štafet na Mistrovství světa v roce 2008 v Olomouci. V současnosti běhá za norský klub Kristiansand OK a britský klub Warrior OC.

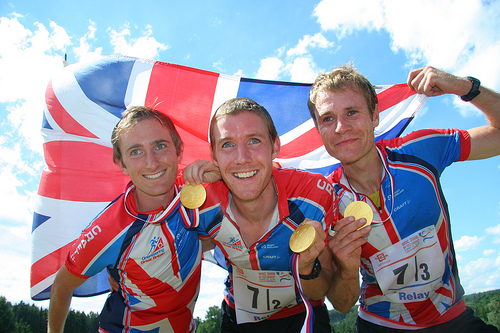
Vítězové štafetového závodu na MS v orientačním běhu v Olomouci roku 2008. (zleva Graham Gristwood, Jon Duncan a Jamie Stevenson